# سارا نائینی
سارا نایینی (زادهٔ ۲ تیر ۱۳۶۰ در شیراز) خواننده و معلم آواز ایرانی است.

## زندگی هنری
سارا نائینی ۲ تیر ۱۳۶۰ در شیراز متولد شد. او در کنسرت‌ها به‌عنوان خوانندهٔ تک‌خوان، و همخوان حضور داشته‌است. او با خوانندگانی نظیر علیرضا عصار، محمد اصفهانی و همایون شجریان تجربهٔ همکاری دارد.
او موسیقی را از مادرش «حوروش خلیلی»، که خواننده و مدرس آواز ایرانی است، فرا گرفته‌است و اولین کنسرت خود را به صورت خصوصی در سال ۱۳۷۸ به اجرا گذاشت. او به پلاک ۵۲ می‌گوید که هنگام اولین اجرا ۱۸ سال داشته است. سارا نائینی در امریکا به تدریس موسیقی مشغول است. وی فارغ‌التحصیل دورهٔ کاردانی در رشتهٔ گرافیک از دانشکدهٔ دکتر شریعتی تهران است. او که قهرمان ژیمناستیک دختران ایران بود، پس از سقوط از پشت‌بام، بر اثر آسیب واردشده به ستون فقراتش مجبور به پایان‌دادن فعالیت‌های ژیمناستیک خود شد.
کنسرت‌های او مورد توجه مردم و مطبوعات قرار گرفت. او پس از این‌که مجوز خوانندگی، از جمله همخوانی را دریافت نکرد از ایران خارج شد.

## آثار
برخی از آثار و فعالیت‌های «سارا نائینی» در جایگاه خواننده عبارتند از:
- همخوانی آهنگ‌های «حس خوب» و «نه» با صدای فرزاد فرزین
- همخوانی در آلبوم موسیقی ایستگاه اول «گروه واران»
- همخوانی در آلبوم موسیقی «گروه راما» * همخوانی در آلبوم موسیقی «به دادم برس»
- همخوانی در آلبوم موسیقی «گروه پیکولو» (که هرگز موفق نشد وارد بازار شود)[۶][۸]
- همخوانی در آلبوم موسیقی «زندگی عروسکی»
- همخوانی در آلبوم موسیقی «گروه جم»
- همخوانی در آلبوم موسیقی «هیشکی منو دوست نداره»
- همخوانی در کنسرت با «علیرضا عصار»
- همخوانی در کنسرت با «محمد اصفهانی»
- همخوانی در کنسرت با «احسان خواجه امیری»
- همخوانی در کنسرت با «برادران خواجه نوری»
- کنسرت خصوصی در جزیره کیش ۱۳۷۹
- کنسرت خصوصی در منزل سفیر پاکستان ۱۳۸۱
- کنسرت خصوصی در سفارت یونان ۱۳۸۳
- کنسرت به همراه «رضا روحانی» ماه مارس و آوریل ۲۰۱۳ در ساکرامنتو و سن‌فرانسیسکو در ایالت کالیفرنیا
- تک آهنگ آهنگ دل یار
- تک آهنگ اشارات نظر
- تک آهنگ بیابان
- همخوانی با یاس (خواننده) در آهنگ زهی عشق
- تک آهنگ خنده ، به همراه رضا روحانی
- همخوانی و تک خوانی در کنسرت بزرگداشت مولانا جلال الدین بلخی در یونسکو ، همراه با گروه کرال بهار و ارکست فیلارمونیک پاریس به رهبری آرش فولادوند